# Castanha-do-mar

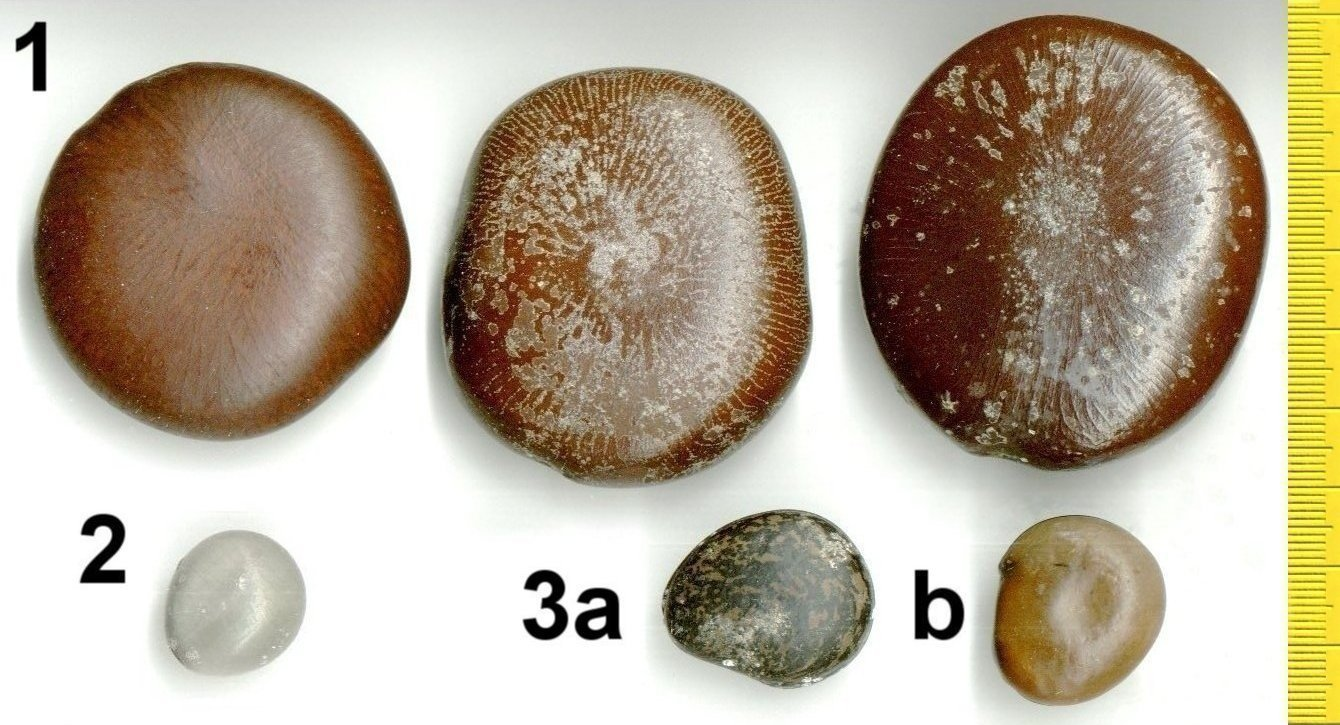
Favas do mar provenientes de três leguminosas encontradas arrojadas pelo mar em Kanda, no sul de Moçambique, em Maio de 2004:
1. Entada rheedii
2. Caesalpinia bonduc
3a,b. Mucuna gigantea.

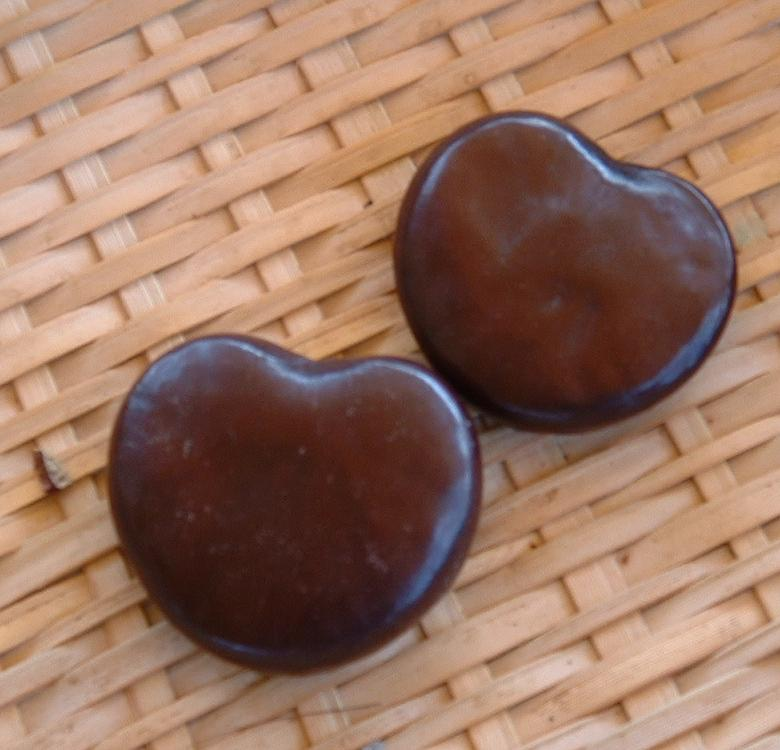
Sementes de Entada gigas, também conhecidas por corações-do-mar, com origem na América Central, muito comuns nos Açores e em outras regiões do Atlântico Nordeste.

Castanha-do-mar, também conhecida como fava-do-mar, refere-se a sementes ou frutos de diversas espécies vegetais que, adaptados à dispersão por água, são encontrados flutuando nos oceanos ou arrojados nas praias. Esses diásporos, provenientes principalmente de árvores e lianas tropicais, possuem adaptações que lhes permitem percorrer longas distâncias marítimas, sendo frequentemente encontrados em costas distantes de suas origens.

## Dispersão e importância
A capacidade de flutuação e resistência à água permite que as castanhas-do-mar viajem milhares de quilômetros, facilitando a colonização de novas áreas e contribuindo para a biodiversidade das regiões costeiras. O estudo desses diásporos oferece insights sobre as correntes oceânicas e os padrões de dispersão de espécies vegetais.

## Espécies produtoras de Castanhas-do-mar
Diversas espécies produzem sementes ou frutos que se enquadram na categoria de castanhas-do-mar, incluindo:
- Entada gigas: Conhecida como coração-do-mar, originária da América Central, com sementes comuns nos Açores e outras regiões do Atlântico Nordeste.
- Entada rheedii: Encontrada em regiões tropicais da África e Ásia.
- Caesalpinia bonduc: Distribuída em áreas tropicais e subtropicais.
- Mucuna spp.
- Ormosia spp.: Conhecidas por suas sementes coloridas e duras.
- Terminalia catappa: Nativa da Ásia tropical.
- Barringtonia asiatica: Encontrada na Polinésia.
- Cocos nucifera: O coco, amplamente distribuído em regiões tropicais.
- Grias cauliflora: Nativa da região neotropical.
- Heritiera littoralis: Comum no sudoeste da Ásia.
- Lodoicea maldivica: Conhecida como coco-do-mar, endêmica das Seychelles.
- Manicaria saccifera: Encontrada na América do Sul.
- Pandanus spp.: Distribuída em regiões paleotropicais.

## Alga conhecida como Fava-do-mar
O termo "fava-do-mar" também é utilizado para designar a alga Fucus vesiculosus, conhecida pelos nomes comuns de bodelha, carvalhinho-do-mar e sargaço. Trata-se de uma macroalga castanha com distribuição nas costas temperadas e frias dos oceanos Atlântico e Pacífico, incluindo o oeste do Mar Báltico. Essa alga é reconhecida por suas vesículas cheias de ar que auxiliam na flutuação, sendo uma espécie importante em ecossistemas marinhos costeiros.

## Relevância Cultural e Científica
Entusiastas e colecionadores de castanhas-do-mar organizam eventos como o International Sea-Bean Symposium, iniciado em 1996, que promove a exibição, estudo e troca de informações sobre sementes flutuantes e outros materiais arrojados pelo mar. Esses encontros destacam a importância das castanhas-do-mar na compreensão da biogeografia e das correntes oceânicas.